# Irene van Thessaloniki

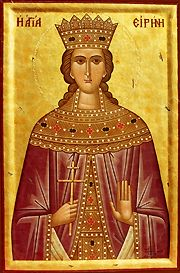
Irene van Thessaloniki

Irene van Thessaloniki (Grieks: Αγία Ειρήνη η Μεγαλομάρτυς) (Aquileia, 3e eeuw - Thessaloniki, 304) was een Griekse martelares uit Thessalonica in de derde eeuw. 
Tijdens de christenvervolgingen onder Diocletianus werd ze betrapt op het bezit van christelijke geschriften. Ze weigerde, evenals haar twee zusters Agape en Chionia, haar geloof af te zweren. Haar zusters werden levend verbrand maar Irene werd door de provinciale gouverneur Dulcitius veroordeeld tot het bordeel. Maar hoewel ze buitengewoon aantrekkelijk was en bovendien naakt moest poseren om klanten te lokken werd ze nooit uitgekozen. Volgens een versie van haar leven werd ze ten slotte gedood in de arena van Thessalonica maar een andere versie vertelt dat ze verbannen werd naar Thera waar ze ook overleden is. Later werd dit eiland te harer ere ook bekend als Santorini: verbasterd Italiaans voor Santa Irena. Ze wordt vereerd in de Rooms-Katholieke Kerk maar is meer bekend in de orthodoxe kerken.
Haar feestdag is in de katholieke kerk op 1 april of 5 april, in de Syrische kerk op 2 april, in de Armeense kerk op 3 april en in de Orthodoxe kerken op 16 april.